# Dżazirat Mukawwa
Dżazirat Mukawwa (arab. جزيرة مكوى, Jazīrat Mukawwa‘) – egipska wyspa koralowa na Morzu Czerwonym, na południe od przylądka Ras Banas. Wysokość bezwzględna dochodzi do 34 metrów na południu wyspy. Na północy otoczona przez opadającą prawie prostopadle rafę koralową. Około jednej mili morskiej na południowy zachód od wyspy, na większych głębokościach niż po północnej stronie, rozciąga się południkowo w kierunku południowo-wschodnim kolejna rafa koralowa, długa na trzy mile morskie. W odległości około półtorej mili na południowy zachód położona jest ławica morska z głębokościami od 21,9 do 46 metrów.